# Stanisław Simon
Stanisław Simon (ur. 3 marca 1907 w Łodzi, zm. 1939) – polski rabin, autor opracowania historycznego, rabin gminy żydowskiej w Inowrocławiu.
Był synem łódzkiego kupca Maxa i Salomei z domu Nower. Po ukończeniu II Żydowskiego Gimnazjum w Łodzi (1926) podjął studia na Uniwersytecie Śląskim Fryderyka Wilhelma we Wrocławiu, gdzie był słuchaczem kursów z filozofii, historii i historii sztuki. W 1927 powrócił na rok do Łodzi, gdzie uzyskał smichę od naczelnego rabina Łodzi Eliezera Treistmana. Studiował także teologię żydowską w seminarium rabinicznym we Wrocławiu. 4 lutego 1931 zdał uniwersytecki egzamin doktorski w zakresie filozofii.
Od 18 marca 1935 pełnił funkcję rabina żydowskiej gminy wyznaniowej w Inowrocławiu. Kierował jednocześnie Fundacyjnym Schroniskiem dla Sierot Żydowskich im. Wolffsohna przy ulicy Poznańskiej; sam w tym schronisku mieszkał. U progu działalności na stanowisku rabina przyszło mu łagodzić zadawnione konflikty wewnątrz środowiska żydowskiego, pomiędzy grupą starszych Żydów, nazywanych niemieckimi, a Żydami osiadłymi w mieście po I wojnie światowej. Z inicjatywy rabina Simona powstało Towarzystwo Popierania Kultury Żydowskiej w Inowrocławiu. Krótko przed wybuchem II wojny światowej Simon zorganizował zbiórkę finansową na Fundusz Obrony Narodowej i Pożyczkę Obrony Przeciwlotniczej, a także doprowadził do przystąpienia kahału do Ligi Obrony Powietrznej i Przeciwgazowej. Rabin Simon wprowadził do nabożeństw język polski w zastępstwie języka niemieckiego.
W Inowrocławiu Simon prowadził badania historyczne, których uwieńczeniem stała się praca Żydzi inowrocławscy w czasach Księstwa Warszawskiego 1807-1815 (Inowrocław 1939), opublikowana w języku polskim. Autor, opierając się na wartościowych materiałach źródłowych, stawiał tezę o propolskich postawach ówczesnych Żydów inowrocławskich. Pracę uzupełnił cennymi fotografiami. Drukiem ogłosił ponadto swoją rozprawę doktorską Mose ben Salomo von Salerno und seine philosophischen Auseinandersetzungen mit den Lehren des Christentums (Wrocław 1931).
Prawdopodobnie zginął jesienią 1939, wkrótce po wkroczeniu Niemców do Inowrocławia, w ramach tzw. akcji w Gniewkowie.